# Anthrax namaensis
Anthrax namaensis är en tvåvingeart som beskrevs av Hesse 1956. Anthrax namaensis ingår i släktet Anthrax och familjen svävflugor. Inga underarter finns listade i Catalogue of Life.